# Termini Imerese
Termini Imerese är en ort och kommun i storstadsregionen Palermo, innan 2015 i provinsen Palermo, i regionen Sicilien i sydvästra Italien. Kommunen hade 26 029 invånare (2017).
Den antika staden Himera låg i kommunen.